# 嘎仙洞遺址
嘎仙洞是大兴安岭北部的一个山洞，位于中国内蒙古自治区鄂伦春自治旗境内，是北魏太平真君四年（443年）太武帝拓跋焘认定的鲜卑拓跋部起源地。

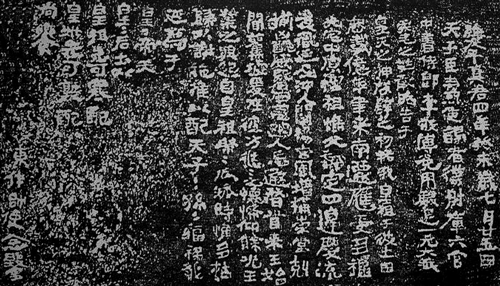
嘎仙洞北魏石刻祝文

嘎仙洞位于一道花岗岩峭壁上，洞口西南向，离地25米。该洞南北长92米，东西宽27米。西壁有隶书铭文201字，为北魏太武帝太平真君四年（443年）遣大臣李敞所刻，其内容与《魏书》等古代史书记述相符。
1980年7月30日，中国考古学家米文平等人在此发现北魏石刻祝文，结合当时在洞内发现的陶器碎片等，认定此处即为史书中记载的北魏祖庭，即5世纪魏太武帝拓跋焘遣人祝祭的石庙。但拓跋鲜卑的信史可以追溯到拓跋焘之前30代，拓跋焘所认定的祖宗之庙是否真的就是拓跋鲜卑的发源地，史学界尚有争论。
2007年6月23日，嘎仙洞洞顶发现石窟遗迹。
该洞现为拓跋焘森林公园的一个重要景点，为国家重点文物保护单位。